# خط خطی‌های سارا
خط خطی‌های سارا مجموعه وبکامیک است که سارا اندرسون از سال ۲۰۱۱ شروع به خلق آن کرد. او در ابتدا این وبکامیک را در تامبلر منتشر می‌کرد اما به زودی در دیگر شبکه‌ها همچون فیس بوک، اینستاگرام و لاین وبتون نیز پخش شد. خط خطی‌های سارا تجربه‌های اندرسون بعنوان دختر نسل هزاره را نشان می‌دهد و بر مسائلی چون بزرگسالی و بلوغ تمرکز دارد. در مارس ۲۰۱۶، اندرسون این وبکامیک‌ها را در قالب کتابی تحت عنوان بزرگسالی یک افسانه است منتشر کرد. سپس در مارس ۲۰۱۷ کتاب یک قلنبه بزرگ خوشحال و احساساتی بیرون آمد و بالاخره در مارس ۲۰۱۸ نوبت به کتاب سوم این مجموعه با نام مراقبت از گربه‌ها رسید. همچنین وی از سال ۲۰۱۷ تا ۲۰۱۹ تصویرسازی کتاب تقاطع خندان را به عهده گرفت.

## پیدایش

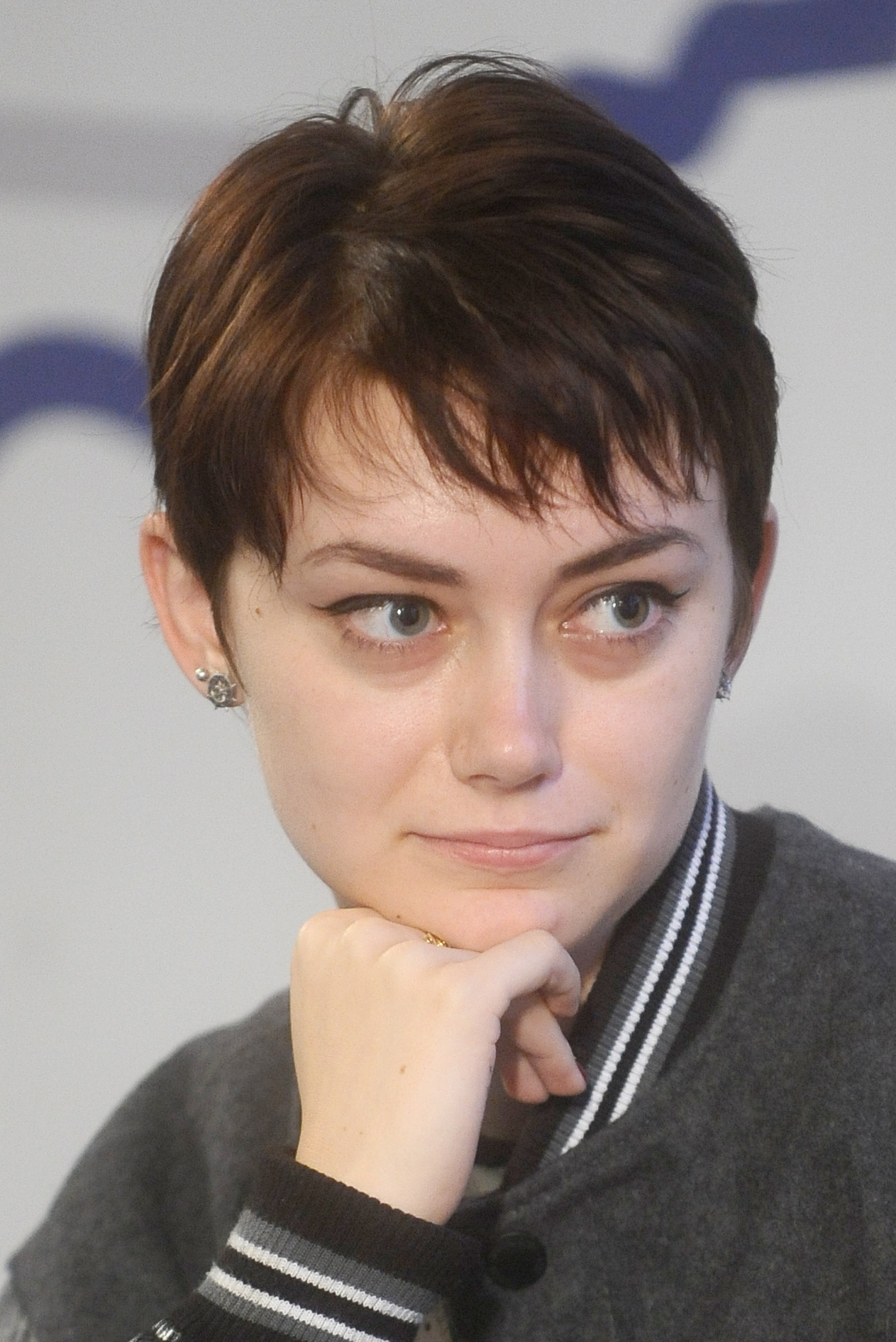
سارا اندرسون در لوکا کامیک اند گیمز در سال ۲۰۱۶.

در سال ۲۰۱۳ اندرسون شروع به خلق و آپلود خط خطی‌های سارا در تامبلر کرد. در آن زمان، او در کالج هنر مریلند درس می‌خواند. سارا در سال ۲۰۱۴ از دانشگاه فارغ‌التحصیل شد و کار تمام وقت روی وبکامیک را آغاز کرد. اندرسون در یک مصاحبه اظهار داشت که انتشار خط خطی‌های سارا بعنوان یک وب کامیک باعث شد بتواند واکنش‌های آنی از مخاطبانش بگیرد و کارش بهتر شود. در وبکامیک اندرسون از یک فرمت پنج قسمتی استفاده می‌کرد که متناسب تامبلر بود و بعد از آن سراغ دیگر وبسایت‌ها همچون اینستاگرام رفت.
در مارس ۲۰۱۶، اندرسون با کمک انتشارات اندروز مک میل کتاب کامیکی تحت عنوان بزرگسالی یک افسانه است منتشر کرد. همین انتشارات کتاب دوم مجموعه را در مارس ۲۰۱۷ و با نام یک قلنبه بزرگ خوشحال و احساساتی منتشر کرد و در مارس ۲۰۱۸ به سراغ جلد سوم با نام مراقبت از گربه‌ها رفت. اندرسون یک تقویم و پلنر نیز عرضه کرده که در طراحی آن از کمیک‌هایش استفاده شده‌است.

## بازخورد
مجموعه کتاب خط خطی‌های سارا در سال‌های ۲۰۱۶، ۲۰۱۷ و ۲۰۱۸ برنده جایزه منتخب گودریدز در بخش «بهترین رمان گرافیکی» شد.